# Jürgen Gjasula
Jürgen Fatmir Gjasula (Tirana, 5 dicembre 1985) è un ex calciatore albanese, di ruolo centrocampista.

## Biografia
Nonostante sia nato a Tirana in Albania, inizia la sua carriera da calciatore in Germania dove si è trasferito da piccolo con la sua famiglia. Ha anche un fratello più piccolo Klaus, anch'egli calciatore.

## Carriera

### Club

#### Friburgo e Kaiserslautern
Ha iniziato a giocare a calcio vestendo la maglia del Friburgo, squadra della città in cui è cresciuto. Nel 2004 passa al Kaiserslautern per 50.000 euro e con i quali firma un contratto biennale, qui però vi rimane solo per una stagione, perché la stagione successiva passa prima in prestito e successivamente a titolo definitivo agli svizzeri del San Gallo.

#### San Gallo e Basilea
Nel 2005 viene acquistato in prestito con diritto di riscatto dal San Gallo, squadra che milita nella Super League svizzera. Terminata la sua prima stagione in Svizzera la società decide di esercitare il diritto di riscatto dal Kaiserslautern. Il 2 giugno 2008 firma per il Basilea, squadra fresca vincitrice del titolo nazionale. Esordisce con la maglia del Basilea il 18 luglio seguente in campionato nella vittoria per 2-1 sullo Young Boys ed in Europa invece il 30 luglio nel pareggio 1-1 all'Ullevi contro l'IFK Göteborg, partita del secondo turno preliminare per la qualificazione alla Champions League 2008-2009.

#### FSV Francoforte e Duisburg
Terminata l'esperienza in Svizzera ritorna a giocare in Germania al FSV Francoforte, squadra della 2. Fußball-Bundesliga. Qui vi milita per due stagione. Nel 2011 passa al Duisburg, squadra con la quale firma un contratto biennale. Dopo due stagioni, alla scadenza naturale del suo contratto lascia il Duisburg.

#### Liteks Loveč
Il 1º luglio 2013 passa da svincolato a parametro zero alla squadra bulgara del Liteks Loveč, dove milita anche il suo connazionale Armando Vajushi, e firma un contratto annuale.

#### Aalen e Greuther Fürth
Il 2 settembre 2014 firma per la squadra tedesca dell'Aalen un contratto annuale con scadenza il 30 giugno 2015. Il 1º luglio 2015 firma per la squadra tedesca del Greuther Fürth un contratto biennale con scadenza il 30 giugno 2017.

### Nazionale
Riceve la sua prima convocazione in Nazionale dal commissario tecnico, Gianni De Biasi, il 7 giugno 2013, per la partita valida per le Qualificazioni ai Mondiali 2014 contro la Norvegia, partita nella quale però non è riuscito a scendere in campo ed a fare il suo debutto.
Il suo debutto ufficiale con la maglia rossonera avviene il 14 agosto 2013 in occasione dell'amichevole contro l'Armenia, partita poi vinta per 2-0 dall'Albania.

## Statistiche

### Presenze e reti nei club
Statistiche aggiornate al 29 febbraio 2020.
| Stagione               | Squadra                | Campionato             | Campionato | Campionato | Coppe nazionali | Coppe nazionali | Coppe nazionali | Coppe continentali | Coppe continentali | Coppe continentali | Altre coppe | Altre coppe | Altre coppe | Totale | Totale |
| Stagione               | Squadra                | Comp                   | Pres       | Reti       | Comp            | Pres            | Reti            | Comp               | Pres               | Reti               | Comp        | Pres        | Reti        | Pres   | Reti   |
| ---------------------- | ---------------------- | ---------------------- | ---------- | ---------- | --------------- | --------------- | --------------- | ------------------ | ------------------ | ------------------ | ----------- | ----------- | ----------- | ------ | ------ |
| 2003-2004              | Friburgo II            | OLW                    | 22         | 4          | CG              | 0               | 0               | -                  | -                  | -                  | -           | -           | -           | 22     | 4      |
| 2004-gen. 2005         | Kaiserslautern II      | OLS                    | 6          | 2          | CG              | 0               | 0               | -                  | -                  | -                  | -           | -           | -           | 6      | 2      |
| gen.-giu. 2005         | Kaiserslautern         | BL                     | 7          | 0          | CG              | 0               | 0               | -                  | -                  | -                  | -           | -           | -           | 7      | 0      |
| 2005-2006              | San Gallo              | SL                     | 30         | 1          | CS              | 2               | 0               | -                  | -                  | -                  | -           | -           | -           | 32     | 1      |
| 2006-2007              | San Gallo              | SL                     | 33         | 0          | CS              | 4               | 1               | -                  | -                  | -                  | -           | -           | -           | 37     | 1      |
| 2007-2008              | San Gallo              | SL                     | 25         | 6          | CS              | 2               | 0               | Int                | 2                  | 0                  | -           | -           | -           | 29     | 6      |
| Totale San Gallo       | Totale San Gallo       | Totale San Gallo       | 88         | 7          |                 | 8               | 1               |                    | 2                  | 0                  |             | -           | -           | 98     | 8      |
| 2008-2009              | Basilea                | SL                     | 19         | 2          | CS              | 5               | 2               | UCL                | 4                  | 0                  | -           | -           | -           | 28     | 4      |
| 2009-2010              | FSV Francoforte        | ZL                     | 28         | 3          | CG              | 0               | 0               | -                  | -                  | -                  | -           | -           | -           | 28     | 3      |
| 2010-2011              | FSV Francoforte        | ZL                     | 32         | 6          | CG              | 2               | 0               | -                  | -                  | -                  | -           | -           | -           | 34     | 6      |
| Totale FSV Francoforte | Totale FSV Francoforte | Totale FSV Francoforte | 60         | 9          |                 | 2               | 0               |                    | -                  | -                  |             | -           | -           | 62     | 9      |
| 2011-2012              | Duisburg               | ZL                     | 30         | 3          | CG              | 1               | 0               | -                  | -                  | -                  | -           | -           | -           | 31     | 3      |
| 2012-2013              | Duisburg               | ZL                     | 8          | 0          | CG              | 0               | 0               | -                  | -                  | -                  | -           | -           | -           | 8      | 0      |
| Totale Duisburg        | Totale Duisburg        | Totale Duisburg        | 38         | 3          |                 | 1               | 0               |                    | -                  | -                  |             | -           | -           | 39     | 3      |
| 2013-2014              | Liteks Loveč           | A                      | 30         | 9          | CB              | 5               | 2               | -                  | -                  | -                  | -           | -           | -           | 35     | 11     |
| 2014-2015              | Aalen                  | ZL                     | 26         | 6          | CG              | 2               | 0               | -                  | -                  | -                  | -           | -           | -           | 28     | 6      |
| 2015-2016              | Greuther Fürth         | ZL                     | 29         | 5          | CG              | 1               | 0               | -                  | -                  | -                  | -           | -           | -           | 30     | 5      |
| 2016-2017              | Greuther Fürth         | ZL                     | 12         | 0          | CG              | 0               | 0               | -                  | -                  | -                  | -           | -           | -           | 12     | 0      |
| 2017-2018              | Greuther Fürth         | ZL                     | 26         | 2          | CG              | 2               | 0               | -                  | -                  | -                  | -           | -           | -           | 28     | 2      |
| Totale Greuther Fürth  | Totale Greuther Fürth  | Totale Greuther Fürth  | 67         | 7          |                 | 3               | 0               |                    | -                  | -                  |             | -           | -           | 70     | 7      |
| 2018-gen. 2019         | Viktoria Berlino       | RLN                    | 9          | 1          | CG              | 0               | 0               | -                  | -                  | -                  | -           | -           | -           | 9      | 1      |
| gen.-giu. 2019         | Energie Cottbus        | DL                     | 16         | 3          | CG              | 0               | 0               | -                  | -                  | -                  | -           | -           | -           | 16     | 3      |
| 2019-2020              | Magdeburgo             | DL                     | 22         | 3          | CG              | 1               | 0               | -                  | -                  | -                  | -           | -           | -           | 23     | 3      |
| Totale carriera        | Totale carriera        | Totale carriera        | 410        | 56         |                 | 27              | 5               |                    | 6                  | 0                  |             | -           | -           | 443    | 61     |

### Cronologia presenze e reti in nazionale
| Cronologia completa delle presenze e delle reti in nazionale ― Albania | Cronologia completa delle presenze e delle reti in nazionale ― Albania | Cronologia completa delle presenze e delle reti in nazionale ― Albania | Cronologia completa delle presenze e delle reti in nazionale ― Albania | Cronologia completa delle presenze e delle reti in nazionale ― Albania | Cronologia completa delle presenze e delle reti in nazionale ― Albania | Cronologia completa delle presenze e delle reti in nazionale ― Albania | Cronologia completa delle presenze e delle reti in nazionale ― Albania |
| Data                                                                   | Città                                                                  | In casa                                                                | Risultato                                                              | Ospiti                                                                 | Competizione                                                           | Reti                                                                   | Note                                                                   |
| ---------------------------------------------------------------------- | ---------------------------------------------------------------------- | ---------------------------------------------------------------------- | ---------------------------------------------------------------------- | ---------------------------------------------------------------------- | ---------------------------------------------------------------------- | ---------------------------------------------------------------------- | ---------------------------------------------------------------------- |
| 14-8-2013                                                              | Tirana                                                                 | Albania                                                                | 2 – 0                                                                  | Armenia                                                                | Amichevole                                                             | -                                                                      | 56’                                                                    |
| 10-9-2013                                                              | Reykjavík                                                              | Islanda                                                                | 2 – 1                                                                  | Albania                                                                | Qual. Mondiali 2014                                                    | -                                                                      | 82’                                                                    |
| Totale                                                                 |                                                                        | Presenze                                                               | 2                                                                      |                                                                        | Reti                                                                   | 0                                                                      |                                                                        |